# Think different

Symbol + logotyp för "Think different"-kampanjen

Think different (svenska: Tänk annorlunda) var en slogan for Apple, Inc. (då Apple Computer, Inc.) som lanserades 1997 skapad på reklambyrån TBWA\Chiat\Days Los Angeles-kontor.
Frasen anses av många vara ett svar på IBM:s motto "Think". Den användes i reklam såväl på TV som i tryckt media. Apple slutade använda frasen när de lanserade iMac G4, 2002.

## De galna
Till kampanjen skrev creative director Rob Siltanen och copywritern Ken Segall (med hjälp av flera Apple-anställde) en text som blivit ikonisk. Texten finns i flera versionen som alla börjar med ”Here's to the crazy ones”. En version av den har  översatts till svenska som  Lovsång till de galna.

### Webbkällor
- Lovsång till de galna